# Rakoši! (edicija Odabrane priče)
Rakoši je naslov #60 sveske iz edicije Odabrane priče strip junaka Zagora objavljena u izdanju Veselog četvrtka. Na kioscima u Srbiji se pojavila 28. aprila 2022. Koštala je 690 dinara (5,88 €). Imala je 472 strane.

## Originalna epizoda
Epizoda je objavljena u Italiji 2021. godine. Scenario je napisao Jakopo Rauk, a nacrtali Rafaelo dela Monika i Valter Venturi. Epizoda je objavljena u pet nastavka u redovnoj bonelijevskoj ediciji.
- 672. Il presagio (1.7.2021)
- 673. Le noti di Londra (4.8.2021)
- 674. Non-morti (2.9.2021)
- 675. Rakosi! (1.10.2021)
- 676. Il castelo del vampiro (3.11.2021)

## Repriza epizode u Srbiji
Ova epizoda reprizirana u tokom 2023. god. u redovnoj edicija Zagora u četiri nastavaka #204-208.
- 204. Predskazanje (21.9.2023)
- 205. Londonske noći (19.10.2023)
- 206. Neupokojeni (16.11.2023)
- 207. Rakoši! (14.12.2023)
- 208. Zamak vampira (11.1.2024)

## Konfuzija oko naslova
Naslov ove sveske, koja obuhvata celu priču od pet nastavaka, ne treba brkati sa naslovom jedne pojedinačne sveske koja nosi isti naslov - Rakoši!, iako imaju čak i iste korice.